# Infinito atual e infinito potencial
Infinito atual (do latim tardio actualis, "em ato") e infinito potencial (do latim tardio potentis, "de acordo com possibilidades ou a potência") designam duas modalidades nas quais o infinito pode existir ou ser concebido. Em primeiro lugar, trata da questão de saber se um domínio de cardinalidade infinita em todas as suas partes pode realmente existir em um dado momento, ou se em cada caso apenas certos elementos existem ou podem ser imaginados ou construídos (antirrealismo em relação ao infinito atual, como por exemplo no construtivismo da Escola de Erlangen), de modo que apenas o infinito potencial poderia realmente existir. Em segundo lugar, se a possibilidade em princípio do infinito atual for aceita, trata-se de quais seriam os objetos atualmente infinitos.
A formalização de ambos conceitos na filosofia tem origem em Aristóteles, dentro de sua teoria de atualidade e potencialidade. Para ele, o infinito atual não é um processo temporal, mas deve existir em ato e de todo a um dado momento, enquanto que o infinito potencial ocorre como processo sem fim ao longo do tempo, porém em objetos que atualmente são finitos. Nesse contexto, o infinito potencial ocorre particularmente em aplicações de infinita divisibilidade matemática, sem que no entanto o infinito potencial possa se tornar um infinito atual (por exemplo, um objeto com extensão infinita ou outras grandezas e conjuntos infinitos em ato).
Na história da filosofia e na ontologia contemporânea, entre outros possíveis objetos atualmente infinitos, discute-se sobre: um conjunto infinito de substâncias (por exemplo, átomos) ou unidades espaciais e temporais (em particular como um continuum espaço-tempo), uma infinita sequência de causas (cuja impossibilidade era uma das premissas para várias provas clássicas da Existência de Deus que argumentam pelo finitismo temporal), bem como o próprio Deus.
No campo da filosofia da matemática, isso se refere especialmente à questão da existência real de conjuntos com cardinalidade infinita, entre os quais, por exemplo, é contada a classe dos números naturais (que aqui pressupõe uma posição também chamada de "platonismo" em relação a objetos matemáticos). A posição antirrealista (que neste contexto é quase sempre construtivista) poderia ser formulada da seguinte forma: "Embora não haja número natural que seja o maior de todos, também não há conjunto completado de números naturais" (infinito potencial). A abstração do infinito atual envolve a aceitação (se o axioma do infinito for incluído) de entidades infinitas como objetos dados, reais e completos. Estes podem incluir o conjunto de números naturais, números reais estendidos, números transfinitos, ou mesmo uma sequência infinita de números racionais. O infinito atual deve ser contrastado com o infinito potencial, no qual um processo sem fim (como "adicionar 1 ao número anterior") produz uma sequência sem último elemento e em que cada resultado individual é finito e é alcançado em um número finito de passos. Como resultado, o infinito potencial é muitas vezes formalizado usando o conceito de limite.

## História filosófica do conceito

### Anaximandro
O termo grego antigo para o infinito potencial ou impróprio era apeiron (ilimitado ou indefinido), em contraste com o infinito atual ou próprio aphorismenon. Apeiron se opõe ao que tem peras (limite). Essas noções são hoje denotadas por potencialmente infinito e atualmente infinito, respectivamente. Anaximandro (610–546 a.C.) sustentava que o apeiron era o princípio ou elemento principal que compunha todas as coisas. A noção de apeiron de Platão é mais abstrata, tendo a ver com variabilidade indefinida. Os principais diálogos em que Platão discute o 'apeiron' são os diálogos tardios Parmênides e o Filebo.

### Aristóteles
Aristóteles resume as visões de seus predecessores sobre o infinito da seguinte forma:
"Somente os pitagóricos colocam o infinito entre os objetos dos sentidos (eles não consideram o número como separável destes), e afirmam que o que está fora do céu é infinito. Platão, por outro lado, sustenta que não há corpo fora (as Formas não estão fora porque não estão em lugar algum), mas que o infinito está presente não apenas nos objetos dos sentidos, mas também nas Formas."
―Aristóteles, Física, 203a
O tema foi apresentado pela consideração de Aristóteles do apeiron―no contexto da matemática e da física (o estudo da natureza):
"O infinito acaba sendo o oposto do que as pessoas dizem que é. Não é 'aquilo que não tem nada além de si mesmo' que é infinito, mas 'aquilo que sempre tem algo além de si'."
A crença na existência do infinito vem principalmente de cinco considerações:
1. "Da natureza do tempo―pois é infinito.
2. Da divisão de grandezas―pois os matemáticos também usam a noção de infinito.
3. Se o vir a ser e o deixar de ser não se esgotam, é apenas porque aquilo de que as coisas vêm a ser é infinito.
4. Porque o limitado sempre encontra seu limite em algo, de modo que não deve haver limite, se tudo é sempre limitado por algo diferente de si mesmo.
5. Acima de tudo, uma razão que é peculiarmente apropriada e apresenta a dificuldade que é sentida por todos―não apenas o número, mas também as grandezas matemáticas e o que está fora do céu devem ser infinitos porque nunca se esgotam em nosso pensamento."
―Aristóteles, Física, 204a

#### A distinção potencial–atual aristotélica
Aristóteles tratou do tema do infinito na Física e na Metafísica. Na ontologia de Aristóteles, a oposição de potencialidade e atualidade é fundamental, aplicando-se também a conjuntos de objetos. A um conjunto ao qual, em princípio, objetos infinitos podem ser adicionados, Aristóteles o chama "potencialmente" infinito. Do exposto ele distingue o conceito de um conjunto que realmente já contém objetos infinitos (por exemplo, uma multidão infinita de pessoas ou uma linha infinita). Segundo Aristóteles, o último é impossível, pelo que também rejeita a ideia de que um certo princípio infinito possa explicar plenamente a unidade da realidade finita. Segundo ele, o "infinito" refere-se apenas a "aquilo, fora do qual ainda há algo". Distingue-se, assim, o infinito atual e o infinito potencial: o infinito atual é completo e definido, e consiste em infinitos elementos. O infinito potencial nunca é completado: os elementos podem sempre ser adicionados, mas nunca infinitamente muitos.
Ele postulou que o infinito atual era impossível, porque se fosse possível, então algo teria alcançado magnitude infinita e seria "maior que os céus". No entanto, disse Aristóteles, a matemática relativa ao infinito não foi privada de sua aplicabilidade por essa impossibilidade, porque os matemáticos não precisavam do infinito para seus teoremas, apenas uma magnitude finita e arbitrariamente grande.

Aristóteles distinguiu entre infinito com respeito à adição e divisão. Ele também citou Platão, que também dividia em grande infinito aquele de extensão em direção ao máximo absoluto, enquanto o pequeno infinito era de acordo com a divisão ao mínimo absoluto:
"Platão tem dois infinitos, o Grande e o Pequeno".
―Aristóteles, Física, livro 3, capítulo 4, 203a
Aristóteles não rejeitava a existência de algum infinito, como afirma: "Supor que o infinito não existe de forma alguma leva claramente a muitos resultados impossíveis: o tempo terá um começo e um fim, uma magnitude não será divisível em magnitudes, o número não será infinito" (Física, livro 3, capítulo 6, 206a). Por isso introduziu a noção do infinito potencial como sendo nunca exaustivo, a exemplo de uma série potencialmente infinita de aumento, em que um número sempre pode ser adicionado após o outro na série que começa com 1, 2, 3... .

Com relação à divisão, uma sequência potencialmente infinita de divisões pode começar, por exemplo, 1, 1/2, 1/4, 1/8, 1/16, mas o processo de divisão não pode ser esgotado ou concluído:
"Pois o fato de que o processo de divisão nunca chega ao fim garante que essa atividade exista potencialmente, mas não que o infinito exista separadamente."
―Aristóteles, Metafísica, livro 9, capítulo 6
‘Ser’, então, pode significar ‘ser em potência’ ou ‘ser em ato’; e o infinito está ou em adição, ou em divisão. Afirmou-se que a magnitude não é em operação atual infinita; mas é infinita na divisão―não é difícil refutar linhas indivisíveis―de modo que resta ao infinito ser potencialmente."
―Aristóteles, Física, livro 3, capítulo 6, 206a
Aristóteles também argumentou que os matemáticos gregos sabiam a diferença entre o infinito atual e um potencial, mas que eles "não precisam do infinito [atual] e não o usam" (Física III, 2079 29). O paradoxo da "Dicotomia" ou "Pista de Corrida" de Zenão forneceu motivos para Aristóteles rejeitar o infinito atual, de modo que postulou o infinito potencial como solução para que se superem as contradições da divisibilidade infinita no mundo.
"Para o movimento..., embora o continuum contenha um número infinito de metades, elas não são metades atuais, mas potenciais. (...) Portanto, à questão de saber se é possível passar por um número infinito de unidades de tempo ou de distância, devemos responder que em um sentido é e em um sentido não é. Se as unidades são atuais, não é possível: se são potenciais, é possível."
―Aristóteles, Física, 263a-b
Essa postura de se rejeitar o infinito atual continuou aceita pela maioria dos matemáticos e filósofos até o século XIX. Tal exclusão de um infinito atual foi frequentemente usada na filosofia da religião, tanto na antiguidade como na Idade Média, para provar a existência de Deus, porque desta forma nunca se pode concluir um progresso que em princípio possa ser realizado em um número infinito de passos. É por isso que uma explicação da realidade que começa com certos objetos, indica suas respectivas causas e continua assim sucessivamente é considerada impraticável. Em vez disso, supõe-se que Deus seja a primeira causa, que em si não faz parte de tal sequência causal. Assim, por exemplo, em Tomás de Aquino.
Seguindo o platonismo, Agostinho de Hipona identifica Deus diretamente com o infinito atual. As discussões, tanto na Antiguidade quanto na Idade Média, sobre ontologia e filosofia da religião referem-se principalmente a essas bases.

### Pensadores escolásticos, renascentistas e iluministas
A historiografia da matemática medieval por muito tempo considerou que a maioria dos filósofos escolásticos aderiu ao lema Infinitum actu non datur. Isso significa que haveria apenas um infinito potencial (em desenvolvimento, impróprio, "sincategoremático"), mas não um infinito atual (fixo, próprio, "categoremático"), conforme Georg Cantor afirma sobre o período:
"É bem sabido que na Idade Média todos os filósofos escolásticos defendem o "infinitum actu non datur" de Aristóteles como um princípio irrefutável."

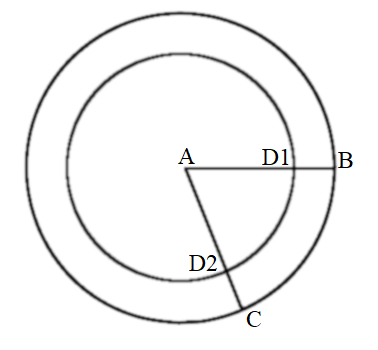
Paradoxo dos círculos concêntricos de Duns Escoto. Qualquer raio do círculo externo determina uma correspondência um-a-um entre um ponto do círculo externo e um ponto do círculo interno na intersecção. Por extensão de todos os raios descritos, o círculo externo e o círculo interno possuiriam a mesma quantidade de pontos. No entanto, o perímetro do círculo externo é maior do que aquele do círculo interno. A quantidade infinita de pontos do perímetro é a mesma ou há infinitos diferentes? Galileu acreditava no infinito atual e afirmou que ambos os círculos possuem a mesma infinidade de pontos, porém que o círculo externo possuiria espaços vazios entre os pontos infinitamente a mais do que o círculo interno.

Houve exceções porém, por exemplo, na Inglaterra com João Baconthorpe, que chegou a afirmar: "O infinito atual existe em número, tempo e quantidade."
Na Idade Média, houve quatro posturas sobre a aceitação da existência de infinitos atuais desiguais:
1. provar a impossibilidade deles através de contradições e absurdos―por exemplo por Boaventura
2. aceitar coleções infinitas, mas rejeitando que é possível aplicar categorias de "maior", "menor" ou "igual" a eles―adotada por Duns Escoto, Nicolau de Oresme, Alberto da Saxônia
3. aceitar infinitudes e comparar como as relações parte-todo se aplicam de forma diferente aos infinitos em relação a quantidades finitas―por Henry de Barclay e Gregório de Rimini
4. aceitar os infinitos e desenvolver uma aritmética própria do infinito, análoga à aritmética do finito―por Roberto Grosseteste

Na transição para o Renascimento e o início da modernidade, Nicolau de Cusa combina essas tradições com problemas matemáticos. Em numerosas analogias aritméticas e geométricas, ele tentou deixar claro que é impossível para a razão finita abranger a unidade real do infinito. Como exemplo, ele apontou a impossibilidade de fazer coincidir atualmente a reta e a curva por meio da inscrição progressiva de polígonos com um número crescente de arestas dentro de um círculo. Este problema da quadratura do círculo já havia sido tratado inúmeras vezes, entre outros por Thomas Bradwardine. Em pesquisas recentes, as considerações de Cusano são frequentemente comparadas a problemas na filosofia da matemática decorrentes dos primeiros representantes do construtivismo matemático, bem como ao pensamento de Georg Cantor.

Nicolau de Cusa discordava do conceito aristotélico de infinito potencial, pois acreditava que o infinito não era mensurável a partir de uma progressão infinita de quantidades finitas. Para ele, o infinito era quantitativamente imensurável e todos objetos matemáticos e números seriam construções da mente humana, de modo que raciocínios sobre o infinito a aproximariam da Mente de Deus, como afirma em Da Douta Ignorância:
"Pois como toda matemática é finita e de outra forma não poderia ser imaginada: se queremos usar coisas finitas como forma de ascender ao máximo inqualificável, devemos primeiro considerar figuras matemáticas finitas junto com suas características e relações. Em seguida, [devemos] aplicar essas relações, de maneira transformada, a figuras matemáticas infinitas correspondentes. Em terceiro lugar, [devemos] depois, de uma maneira ainda mais altamente transformada, aplicar as relações dessas figuras infinitas ao Infinito simples, que é totalmente independente até mesmo de toda figura. Neste ponto nossa ignorância será ensinada incompreensivelmente como devemos pensar mais correta e verdadeiramente sobre o Altíssimo enquanto tateamos por meio de um simbolismo."
A escala numérica, para Cusano, é finita em ato, porém potencialmente infinita.
"Mas se o próprio número fosse infinito―caso em que seria efetivamente máximo e o mínimo coincidiria com ele―tudo isso também cessaria, pois ser número infinito e ser minimamente número [isto é, de modo algum ser número] equivalem à mesma coisa. Portanto, se subindo na escala dos números realmente chegamos a um número máximo, já que o número é finito, ainda assim não chegamos a um número máximo do qual não pode haver número maior; pois tal número seria infinito. Portanto, é evidente que a escala numérica ascendente é atualmente finita, e que o [máximo número a que se chegou] estaria em potencialidade em relação a outro número [maior]. Mas se na escala descendente se verificasse algo semelhante para o número, de modo que, para qualquer número pequeno atualmente colocado, um número menor fosse sempre postulado por subtração, assim como na escala ascendente um número maior [é sempre postulado] por adição, [então o resultado] ainda seria o mesmo [como no caso em que o número fosse infinito]. Pois não haveria distinção de coisas; nem qualquer ordem ou pluralidade ou quaisquer graus comparativamente maiores e menores seriam encontrados entre os números; na verdade não haveria número."

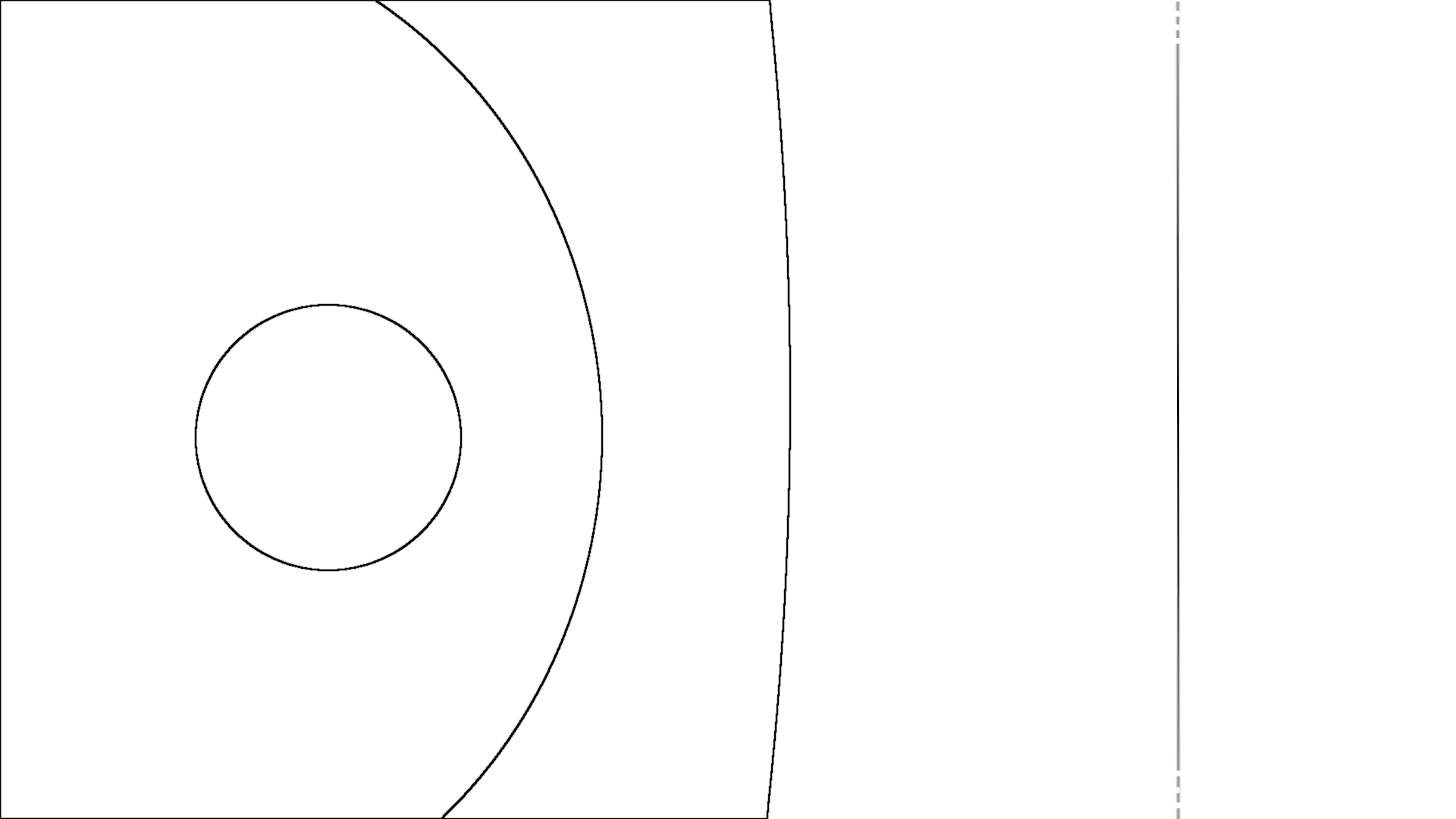
Para Nicolau de Cusa, a linha reta infinita é uma coincidentia oppositorum e coincidentia contradictionis: ela equivale ao círculo de raio infinito e representa ao mesmo tempo o máximo e o mínimo de angulação, sendo a menor e a maior curva. Também é um triângulo cujo ângulo infinito é ao mesmo tempo três ângulos.

Para ele, Deus é o infinito atual que representa uma união de opostos (coincidentia oppositorum): Ele ao mesmo tempo é o Maximum e o Minimum, pois constitui em ato aquilo que toda a infinidade potencial das criaturas seria se fosse atualizada. O infinito potencial dos seres finitos, porém, não pode ser atualizado, caso contrário o infinito atual delas faria de Deus um ser finito.
"No precedente, indiquei que tudo, exceto o inqualificavelmente Máximo, é―em contraste com ele―finito e limitado. Agora, o que é finito e limitado tem um ponto inicial e um ponto final. E não podemos fazer a seguinte afirmação: a saber, que "uma dada coisa finita é maior do que outra dada coisa finita, [a série de coisas finitas] sempre procedendo assim até o infinito"―pois não pode haver realmente uma progressão infinita de coisas que são comparativamente maiores e menores, pois nesse caso o Máximo seria da natureza das coisas finitas. Por conseguinte, segue-se que o Máximo atual é o Princípio e o Fim de todas as coisas finitas. Além disso, nada poderia existir se o Máximo inqualificável não existisse. Pois como tudo o que não é máximo é finito, também é originado. Mas, necessariamente, existirá a partir de outro."
Durante o Renascimento e no início dos tempos modernos, as vozes a favor do infinito atual eram bastante raras. Galileu Galilei era um dos que defendiam a existência atual do infinito na natureza e que fez especulações matemáticas sobre ele, declarando em Duas Novas Ciências (1638) que a matéria era composta de um número infinito atual de átomos, separados por espaços vazios infinitamente pequenos. Ele negava, porém, a possibilidade de vários infinitos atuais e defendia que ele era incompreensível à mente humana:
“Tentamos, com nossas mentes finitas, discutir o infinito, atribuindo-lhe as propriedades que damos ao finito e limitado; mas isso... está errado, pois não podemos falar de quantidades infinitas como sendo uma maior ou menor ou igual a outra."
"O continuum na verdade consiste de infinitamente muitos indivisíveis"
No entanto, a maioria dos pensadores pré-modernos concordou com a conhecida citação de Gauss:
"Eu protesto contra o uso da grandeza infinita como algo completo, o que nunca é permitido em matemática. O infinito é apenas uma maneira de falar, sendo o verdadeiro significado um limite do qual certas proporções se aproximam indefinidamente, enquanto outras podem aumentar sem restrição."
―Carl Friedrich Gauss em carta a Schumacher, 12 de julho de 1831

### Era moderna
Na Idade Moderna, discussões sobre infinitos atuais e sua variedade de propriedades tiveram grande propulsão a partir de análises do paradoxo de Galileu.
Gottfried Leibniz de início, em sua Monadologia, propunha a existência de uma divisão infinita atual das partes de unidades no mundo criado, em um sentido sincategoremático. Em um fragmento não publicado, ele afirma:
"As coisas criadas são atualmente infinitas. Pois qualquer corpo, seja qual for, é atualmente dividido em várias partes, uma vez que qualquer corpo, seja qual for, recebe atuação por outros corpos. E qualquer parte de um corpo é um corpo pela própria definição de corpo. Então corpos são atualmente infinitos, ou seja, mais corpos podem ser encontrados do que o tanto de unidades em qualquer número dado."

Em Leibniz, há um construtivismo ou potencialismo em que se considera a percepção experiencial como limitada a considerar infinitos potenciais; no entanto, para ele, independente das operações mentais, o movimento e a matéria são divididos como fractais, em um infinito atual na realidade. Antecipações de Leibniz inspiraram a matemática de Benoît Mandelbrot. Na imagem, a esponja de Menger é um fractal tridimensional que possui área de superfície infinita, ao mesmo tempo em que as subdivisões infinitesimais fazem com que o volume tenda a zero.

Esse infinito atual sincategoremático de Leibniz, porém, segundo Richard T. W. Arthur, é diferente do infinito potencial de Aristóteles. Nesse sentido, o infinito atual da natureza, para Leibniz, também contém os infinitos números, como afirma em correspondência com Des Bosses: "Pois não se pode negar que existem realmente naturezas de todos os números possíveis, pelo menos na mente divina, e assim que a multidão dos números é infinita". Ele também defendia a existência de um infinito atual hipercategoremático pertencente a Deus, que ele chamou de "vrai infini" (verdadeiro infinito).

Leibniz abandonou a sua primeira teoria do continuum de que as subdivisões incluíam partes atuais infinitas, a favor da concepção aristotélica de que as partes seriam meramente potenciais. Porém continuou sua teoria do infinito atual sincategoremático, aceitando a existência de entidades atualmente infinitas em sua multiplicidade de forma distributiva: seja a ideias como números, partes atuais das matérias ou mônadas; enquanto isso, rejeitava a existência dos números infinitos em si como um todo ou coletivo (que constituiriam o infinito categoremático). Essa postura de se rejeitar o infinito categoremático foi mais radical que a defesa da existência de números infinitos na matemática por Galileu.
"Existe um infinito sincategoremático, isto é, uma potência passiva tendo partes, ou seja, a possibilidade de mais progresso na divisão, multiplicação, subtração ou adição. Há também um infinito hipercategoremático, ou infinito potestativo, uma potência ativa tendo partes, por assim dizer, eminentemente, mas não formalmente ou atualmente. Esse infinito é o próprio Deus. Mas não há um infinito categoremático, isto é, um que possui partes atualmente infinitas formalmente. Há também um infinito atual no sentido de um todo distributivo, não um coletivo. Assim, algo pode ser afirmado de todos os números, embora não coletivamente. Desta forma, pode-se dizer que para todo número par há um número ímpar correspondente, e vice-versa; mas não é, portanto, dito com precisão que há uma multidão igual de números pares e ímpares"
―Leibniz em "Estudo Suplementar", encontrado junto a carta a De Bosses de 1706
Outro teórico sobre os infinitos atuais foi Emmanuel Maignan.
A mudança drástica foi iniciada por Bolzano e Cantor no século XIX, de modo que o infinito atual agora é comumente aceito na matemática. Bernard Bolzano, que introduziu a noção de conjunto (em alemão: Menge), e Georg Cantor, que introduziu teoria dos conjuntos, se opuseram à atitude geral. Cantor promoveu uma virada no pensamento matemático e metafísico, contra a tradição aristotélica e escolástica que vinha de longa data até então, ao propor a existência do infinito atual com base em sua teoria dos números transfinitos. A realidade desse conceito levou a grande repercussões teológicas que Cantor também assumiu e desenvolveu. Ele foi acusado de ser panteísta, o que negou, e entre 1884 e 1886 se associou a neoescolásticos que defendiam o infinito atual, como Constantin Gutberlet.

Cantor era de opinião que o infinito potencial tem como premissa o infinito atual, posicionando-se assim claramente como adversário de Johann Friedrich Herbart, que por sua vez considerava o conceito de infinito como um limite móvel, que pode e deve ser movido a cada momento. Na obra de 1883 Grundlagen einer allgemeine Mannigfaltigkeitslehre ("Fundamentos para uma teoria geral dos conjuntos"), a tese principal de Cantor é de que havia múltiplos infinitos atuais, e que um Infinito Absoluto se encontraria apenas em Deus. Cantor recebeu influência da filosofia de Spinoza, porém seu pensamento metafísico aproxima-se mais ao de Leibniz. Ele chegou a citar a "Carta a Simon Foucher" (1692) enviada por este último, baseando-se na afirmação deste a favor do infinito atual na natureza:
"[Citação de Leibniz] Sou tão a favor do infinito atual que, em vez de admitir que a Natureza o abomina, como é comumente dito, sustento que a Natureza faz uso frequente dele em todos os lugares, a fim de mostrar mais efetivamente as perfeições de seu Autor. Assim, acredito que não há parte da matéria que não seja, eu não digo divisível - mas, na verdade, atualmente divisível; e, consequentemente, a menor partícula deve ser considerada como um mundo cheio de uma infinidade de diferentes criaturas."
Cantor porém, diferente de Leibniz, afirmava a existência do infinito atual não apenas na natureza, mas também nos números, ao propor os números transfinitos. Ele distinguiu três reinos do infinito: (1) o infinito de Deus (que ele chamou de "Absolutum"), (2) o infinito concreto encontrado na natureza (que ele chamou de "Transfinitum") e (3) o infinito abstrato, dos números transfinitos e conjuntos de matemática. Assim, para se distinguir do panteísmo, em uma carta de 1885 ao Cardeal Franzelin, Cantor afirmou que o infinito absoluto era diferente dos outros infinitos atuais da natureza, com Deus sendo o maior infinito atual:
"Outra confusão comum é vista com as duas formas do infinito atual, em que o transfinito é misturado com o Absoluto, enquanto esses conceitos são fortemente distinguidos, na medida em que o primeiro é infinito, mas ainda pode ser adicionado, enquanto o segundo é essencialmente tal que não pode ser adicionado e, portanto, não pode ser determinado pelo pensamento matemático; encontramos essa falha, por exemplo, no panteísmo, e ela constitui o calcanhar de Aquiles da Ética de Spinoza, da qual de fato F. H. Jacobi observou, que não pode ser contrariada pelos princípios da razão"
"Distingo entre um "Infinitum aeternum sive Absolutum", que se refere a Deus e seus atributos, e um "Infinitum creatum sive Transfinitum" que atesta sobretudo onde in natura creata deve ser reconhecido um infinito atual, como por exemplo, segundo minha firme convicção, no número infinito atual de indivíduos criados em todo o universo e também em nossa terra, e com toda a probabilidade, em cada pequena parte do próprio espaço estendido, uma questão na qual concordo plenamente com Leibniz."
Assim, na obra de 1886 Sobre os Vários Pontos de Vista a Respeito do Infinito Atual, Cantor chega a afirmar:
"Esses conceitos devem ser estritamente diferenciados, na medida em que o primeiro [o transfinito] é, com certeza, infinito, mas capaz de aumentar, enquanto o segundo [o Absoluto] é incapaz de aumentar e, portanto, indeterminável como um conceito matemático. Este erro encontramos, por exemplo, no panteísmo."
“O medo da infinidade é uma forma de miopia que destrói a possibilidade de enxergar o Infinito Atual, ainda que em sua forma mais elevada nos tenha criado e nos sustente, e em suas formas transfinitas secundárias ocorra ao nosso redor e até habite nossas mentes.”

## Prática matemática atual
O infinito atual agora é comumente aceito, porque os matemáticos aprenderam a construir declarações algébricas utilizando-o. Por exemplo, pode-se escrever um símbolo, {\displaystyle \omega }, com a descrição verbal de que "{\displaystyle \omega } significa infinito completado (contável)". Este símbolo pode ser adicionado como um urelemento a qualquer conjunto. Pode-se também fornecer axiomas que definem adição, multiplicação e desigualdade; especificamente, aritmética ordinal, tal que expressões como {\displaystyle n<\omega } podem ser interpretadas como "qualquer número natural é menor que o infinito completado". Mesmo declarações de "senso comum", como {\displaystyle \omega <\omega +1} são possíveis e consistentes. A teoria é suficientemente bem desenvolvida, de modo que expressões algébricas bastante complexas, como {\displaystyle \omega ^{2}}, {\displaystyle \omega ^{\omega }} e até mesmo {\displaystyle 2^{\omega }} podem ser interpretadas como expressões algébricas válidas, podendo receber uma descrição verbal e ser usadas em uma ampla variedade de teoremas e afirmações de maneira consistente e significativa. A capacidade de definir números ordinais de maneira consistente e significativa torna muito do debate discutível; qualquer que seja a opinião pessoal que se possa ter sobre infinito ou construtibilidade, a existência de uma rica teoria para trabalhar com infinitos usando-se as ferramentas da álgebra e da lógica está claramente à mão.
Os matemáticos geralmente aceitam infinitos atuais. Georg Cantor é o matemático mais importante que defendeu os infinitos atuais, equiparando o Infinito Absoluto a Deus. Ele decidiu que é possível que números naturais e reais sejam conjuntos definidos, e que se alguém rejeitar o axioma da finitude euclidiana (que afirma que as realidades, isoladamente e agregadas, são necessariamente finitas), então não se está envolvido em nenhuma contradição.

### Teoria clássica dos conjuntos
O problema filosófico do infinito atual diz respeito se a noção é coerente e epistemicamente sólida. Adolf Fraenkel afirma que sim:
"Se o número positivo n se tornar infinitamente grande, a expressão 1/n tende a nada (ou fica infinitamente pequena). Nesse sentido, fala-se do infinito impróprio ou potencial. Em contraste nítido e claro, o conjunto que acabamos de considerar é um conjunto infinito pronto e fechado, fixo em si mesmo, contendo infinitos elementos exatamente definidos (os números naturais), nem mais nem menos."
"Assim, a conquista do infinito atual pode ser considerada uma expansão de nosso horizonte científico não menos revolucionária que o sistema copernicano ou que a teoria da relatividade, ou mesmo da física quântica e nuclear."

### Vários critérios em matemática e na filosofia da matemática contemporânea
Os potencialistas criticam e rejeitam a prática de falar de "conjuntos" infinitos, a qual se impôs ao lado atualista e se tornou, na forma da teoria axiomática dos conjuntos, um dos fundamentos mais importantes da matemática. A fim de destacar a natureza controversa de todo o conceito, no que se segue, às vezes, ele será colocado entre aspas.
O exemplo mais simples de um conjunto infinito é o conjunto {\displaystyle \mathbb {N} =\{1,2,\dots \}} dos números naturais: para cada número natural é possível designar um sucessor, portanto não há fim. Cada um desses números (não importa o tamanho) pode ser apontado de forma completa, enquanto isso não é possível para o conjunto {\displaystyle \mathbb {N} } com cada um de seus elementos.
Do ponto de vista dos finitistas, é por isso que {\displaystyle \mathbb {N} }, como qualquer outro reino infinito, não existe como um conjunto. Mas existe um conjunto finito, pois é possível enunciá-lo explicitamente, listando todos os seus elementos, como em {\displaystyle \{1,2,3,4,5\}} . O "conjunto" {\displaystyle \mathbb {N} }, nesse sentido, é apenas potencialmente infinito, pois enquanto novos elementos sempre podem ser adicionados a ele, ele nunca será completado, pois não é possível enumerar todos os seus elementos. A atual interpretação finitista convencional dos números ordinais e cardinais é que eles consistem em uma coleção de símbolos especiais e uma linguagem formal associada, dentro da qual as declarações podem ser feitas. Todas essas declarações são necessariamente finitas em comprimento. A solidez das manipulações baseia-se apenas nos princípios básicos de uma linguagem formal: álgebras de termos, reescrita de termos e tudo mais. Mais abstratamente, tanto a teoria dos modelos (finito) quanto a teoria da prova oferecem as ferramentas necessárias para trabalhar com infinitos. Não é preciso "acreditar" no infinito para escrever expressões algebricamente válidas empregando símbolos para o infinito.
Os ultrafinitistas aqui objetam que também conjuntos finitos como {\displaystyle \{1,2,\dots ,n\}} (n sendo um número natural arbitrário) não podem ser enumerados de forma completa, quando n é tão grande que surgem razões práticas que o impedem―a quantidade de papel disponível, o tempo de vida do escriba, ou o número de partículas elementares, que na parte acessível do universo com certeza não excede 10100.
Por outro lado, para um construtivista mais moderado, um conjunto já é dado quando existe um algoritmo/procedimento com o qual cada elemento desse conjunto pode ser construído em um número finito de passos, ou seja, pode ser assinalado assim. O conjunto dos números naturais nesse sentido seria atualmente infinito, pois existe na forma de um algoritmo, com o qual é possível gerar qualquer número natural em um número finito de passos. É certo que neste caso não é que o conjunto como resumo de seus elementos esteja "concluído", mas apenas o algoritmo, o procedimento operacional, através do qual ele é gerado passo a passo. É por isso que muitos construtivistas evitam o conceito de "infinito atual", preferindo chamar os conjuntos tais como o dos números naturais de "operacionalmente fechados", o que significa simplesmente que o algoritmo correspondente mais cedo ou mais tarde gerará cada elemento do conjunto.
O reino dos números reais é o caso clássico de um conjunto fechado não operativo. Um algoritmo só pode produzir números que podem ser representados por um número finito de sinais, de modo que, embora seja possível construir conjuntos finitos ou enumeráveis de números reais (para os construtivistas, são sequências regulares de números racionais), por exemplo, dando a cada um um nome diferente, não é possível indicar um algoritmo capaz de gerar todos os números reais. Porque deve ser capaz de produzi-los em um número contável de passos, o que no entanto é impossível, pois o conjunto dos números reais é incontável (segundo argumento da diagonalização de Cantor). O "conjunto" dos números reais, portanto, não pode ser apontado por um algoritmo (ou por um número finito de algoritmos), mas exigiria um número infinito de algoritmos para gerar todos os números reais, e esses algoritmos infinitos, por sua parte, não podem ser gerados com base em um algoritmo de ordem superior (porque também se seguiria que os números reais teriam que ser contáveis). Os algoritmos para a geração de todos os números reais, portanto, não formam um âmbito operacionalmente fechado, portanto dificilmente podem ser descritos como algo "concluído", formando em vez disso um infinito potencial.
É notável que - apesar dessas dificuldades na geração do conjunto dos números reais - também do lado construtivista, por vezes, uma concepção atualista é expressa em relação à infinidade dos números reais: o intuicionista Luitzen Egbertus Jan Brouwer considera o contínuo como uma intuição original, que é dizer como algo que é dado ao espírito humano de forma acabada e que, portanto, é realmente infinito. Na medida em que o conjunto dos números reais constitui o modelo matemático mais comum do continuum, é então possível considerá-lo também como infinito atual.
Assim, na filosofia da matemática, além da rejeição de todos os tipos de conceito de infinito (ultrafinitismo), há a aceitação exclusiva do infinito potencial (finitismo), a aceitação do infinito atual exclusivamente para conjuntos operacionalmente fechados, como o dos números natural (construtivismo), bem como a aceitação do infinito atual apenas para o continuum (intuicionismo), enquanto o platonismo simplesmente aceita o infinito atual.
Tanto a matemática clássica quanto a grande maioria dos matemáticos contemporâneos aceitam o infinito atual para todos os conjuntos que podem ser definidos com base nos axiomas de Zermelo-Fraenkel: o axioma do infinito implica a existência do conjunto dos números naturais, o axioma dos conjuntos potência o dos números reais. Desta base axiomática resulta uma infinita variedade de níveis do infinito atual, que são caracterizados por diferentes cardinalidades. Para os números cardinais, analogamente ao caso dos números reais, não é possível indicar um processo geral de geração capaz de gerá-los todos. Também não há acordo entre os matemáticos sobre se a "totalidade dos números cardinais" faz sentido como um conceito, ou se eles podem ser considerados infinitos atuais. Acontece que considerar essa totalidade como um conjunto no sentido da teoria axiomática dos conjuntos leva a uma contradição lógica (primeira antinomia de Cantor).

### Oposição da escola intuicionista
O significado matemático do termo "atual" no infinito atual é sinônimo de definido, completado, estendido ou existencial, mas não deve ser confundido com existindo fisicamente. A questão de saber se os números naturais ou reais formam conjuntos definidos é, portanto, independente da questão de saber se existem coisas infinitas fisicamente na natureza.
Os proponentes do intuicionismo, de Kronecker em diante, rejeitam a afirmação de que existem objetos ou conjuntos matemáticos atualmente infinitos. Consequentemente, eles reconstroem os fundamentos da matemática de uma maneira que não pressupõe a existência de infinitos atuais. Por outro lado, a análise construtiva aceita a existência do infinito completado dos inteiros.
Para os intuicionistas, o infinito é descrito como potencial; termos sinônimos dessa noção são conveniente ou construtivo. Por exemplo, Stephen Kleene descreve a noção de uma fita de máquina de Turing como "uma 'fita' linear, (potencialmente) infinita em ambas as direções". Para acessar a memória na fita, uma máquina de Turing move uma cabeça de leitura ao longo dela em um número finito de passos: a fita é, portanto, apenas "potencialmente" infinita, uma vez que, embora sempre haja a capacidade de dar outro passo, o próprio infinito nunca é atualmente alcançado.